# Johannes Bockholt (Politiker)
Johannes Bockholt (* 23. Juni 1892 in Dülmen; † 26. Juli 1972 ebenda) war ein deutscher Kommunalpolitiker und ehrenamtlicher Landrat (CDU).

## Leben und Beruf
Nach dem Schulbesuch absolvierte er eine Banklehre und war von 1926 bis 1961 bei einer Spar- und Darlehnskasse als Auktionator und zuletzt als Leiter tätig. Bockholt war verheiratet und hatte ein Kind.
Mitglied des Kreistages des Landkreises Coesfeld war er von 1946 bis 1961. Vom 5. Dezember 1952 bis zum 7. April 1961 war Bockholt ununterbrochen Landrat des Kreises. Außerdem war er von 1946 bis 1961 Mitglied des Rates der Stadt Dülmen. Ferner gehörte er verschiedenen Gremien des Landkreistages NRW an.

## Sonstiges
Am 24. Juni 1957 wurde Bockholt das Bundesverdienstkreuz I. Klasse verliehen.